# Populismo macroeconômico
Populismo macroeconômico é um termo cunhado pelos economistas Rudi Dornbusch e Sebastian Edwards em um artigo de 1990. O termo refere-se às políticas de administrações latino-americanas nas quais, conforme o artigo, as despesas do governo e os salários reais aumentam de forma não sustentável, levando à inflação, depois à estagflação e, por fim, a um colapso econômico que reduz os salários reais a níveis mais baixos do que eram antes do início do período populista. O artigo cita como exemplos Salvador Allende no Chile (1970-1973) e Alan García em primeiro mandato no Peru (1985-1990). Em 1991, Dornbusch e Edwards editaram um livro intitulado The Macroeconomics of Populism in Latin America, que analisou mais casos como a Argentina entre 1973 e 1976, o México entre 1970 e 1982 e o Brasil.
Em 2014, Paul Krugman citou as políticas da Argentina sob Cristina Kirchner e da Venezuela como novos casos de populismo macroeconômico. Durante uma palestra em 2014, ele disse que não endossava os ataques à Argentina nem o que lhe parecia uma "política fiscal e monetária um tanto fora de controle".

## Definição formal
A definição de populismo macroeconômico no artigo original afirma o seguinte: "O populismo macroeconômico é uma abordagem da economia que enfatiza o crescimento e a distribuição de renda e minimiza os riscos de inflação e financiamento do déficit, restrições externas e a reação de agentes econômicos a políticas agressivas não mercantis".

## Fases
Segundo ao artigo, início de um ciclo populista geralmente ocorre após um programa de estabilização. A economia tem capacidade ociosa e o orçamento, bem como o equilíbrio externo, têm espaço para uma política econômica expansionista.
- A primeira fase inclui um alto aumento nas despesas públicas e um aumento nos salários reais e no emprego. O PIB aumenta e há baixo impacto na inflação. A escassez é aliviada pelas importações. Há uma redução nas reservas ou inadimplência da dívida;
- A segunda fase inclui um aumento na inflação, embora os salários continuem altos. Os gargalos levam a controles de preços e câmbio. O déficit orçamentário aumenta muito como resultado de subsídios. A economia entra em estagflação;
- A terceira fase é caracterizada por escassez, aceleração extrema da inflação (possivelmente hiperinflação) e fuga de capitais. Um declínio na receita tributária combinado com alta inflação resulta em um aumento no déficit orçamentário (efeito Tanzi). Uma tentativa de estabilização pela redução de subsídios e desvalorização leva a uma queda nos salários reais. Como afirma o artigo, "a política se torna instável. Fica claro que o governo perdeu";
- Na quarta fase, um novo governo implementa políticas ortodoxas para estabilizar a economia. Uma vez que a economia esteja estabilizada, os salários reais terão caído mais do que antes do início da primeira fase.